# Oxyria
Oxyria  es un género de plantas herbáceas de la familia Polygonaceae. Contiene 11 especies descritas y de estas, solo 2 aceptadas.

## Descripción
Son hierbas erectas perennifolias con rizomas y tallos robustos ramificados. Hojas con pecíolos largos, sobre todo radicales, orbiculares, cordadas o reniformes. La inflorescencia es una panícula. Flores bisexuales. Perianto con 4 segmentos, acrescentes en las frutas, los segmentos externos de propagación o reflexos, los interiores erectos. Estambres 6, los filamentos cortos. Ovario comprimido; estilos 2. Fruto lenticular, con grandes alas. Semillas con cotiledones linear-oblongos.

## Especies
- Oxyria digyna (L.) Hill
- Oxyria sinensis Hemsl.

## Taxonomía
El género fue descrito por John Hill y publicado en The Vegetable System 10: 24, pl. 24, f. 2. 1765. La especie tipo es: Oxyria digyna (L.) Hill
Etimología
Oxyria: nombre genérico que proviene del griego y significa "agrio".